# Хащевський Петро Юрійович
Петро Юрійович Хащевський (18 червня 1948, Коломия) — радянський футболіст, що грав на позиції півзахисника. Відомий за виступами у складі «Спартак» з Івано-Франківська. Чемпіон УРСР 1969 року.

## Клубна кар'єра
Петро Хащевський народився в Коломиї, де й почав займатися футболом. У 1966 році запрошувався до юнацької збірної УРСР для участі у всесоюзному кубку «Надія», утім до збірної не потрапив, у зв'язку із закінченням школи та підготовкою до вступу до вищого навчального закладу. У 1967 році Хащевський на запрошення тогочасного тренера команди Мирослава Думанського став гравцем команди класу «Б» «Спартак» з Івано-Франківська. У складі команди у 1969 році став чемпіоном УРСР у класі «Б». У зв'язку з численними травмами у 1970 році вимушений був закінчити виступи на футбольних полях, попри запрошення від кількох українських команд радянського третього дивізіону. Після завершення виступів працював дитячим футбольним тренером у Коломиї, у 1985 році команда міської ДЮСШ, яку підготував Хащевський, стала чемпіоном УРСР у своїй віковій категорії.

## Досягнення
- Переможець Чемпіонату УРСР з футболу 1969 в класі «Б».